# Eyes on the Prize: America's Civil Rights Years/Bridge to Freedom 1965
Eyes on the Prize: America's Civil Rights Years/Bridge to Freedom 1965 è un documentario del 1987 diretto da Callie Crossley e James A. DeVinney candidato al premio Oscar al miglior documentario.